# Парамунска чука
Светилището се намира на около 0,5 km северозападно от село Парамун, на скалистия връх от северозападния Парамунски дял от планината Стража.

## Описание и особености
Скалният масив от най-високата част на Парамунска Чука, заедно с прилежащия му терен в западна посока, е ограден от широк зид, който се очертава като вал, обхванат от храсти. Този зид е изграден от необработен камък без спойка и обхваща площ с елипсовиден план и големина около 700 – 800 m². Източната част на оградената площ е значително по-висока, където вероятно е имало постройка, която впоследствие е била разрушена. Днес на терена не се намират никакви археологически материали. В миналото местните жители са съобщавали, че са намирали груба, сивочерна, дебелостенна керамика и монети.
Малките размери на оградената площ, строителната техника, скалният масив включен в нея, както и местонахождението дават основание това архитектурно съоръжение да се отнесе към праисторическата епоха – края на Бронзовата епоха и началото на Халщатската епоха и да се свърже по всяка вероятност с култа към слънцето и скалата. Археологическите данни, както и местоположението на това архитектурно съоръжение дават основание то да бъде свързано със соларния култ, отколкото с военно отбранителното дело.

### Исторически контекст
На най-високия връх от северозападния Парамунски дял от Стража планина, на около 1,5 km северозападно от сегашното село се намират развалините на праисторическата крепост Градище. Широкият зид, изграден от необработен камък без спойка, огражда скалния масив от върха и прилежащия му терен в западна посока. Зидът е разрушен и се очертава като вал, обхванат от храсти. Теренът, ограден от стената е наклонен на северозапад. В югоизточната му част се издига напукан скален масив, в югозападния район се наблюдава чувствително разширяване на стената, може би от кули към прохода на крепостта. В наши дни голяма част от терена на Градището е затревена и се намират единични малки и обезличени фрагменти от дебелостенна праисторическа керамика, със сивочерен цвят и примеси от пясък и глина.
Археологическите данни, както и местоположението на това архитектурно съоръжение дават основание на проф.Димитрина Митова-Джонова да свърже обекта по-скоро с религията и по-конкретно със соларния култ и култа към скалата, отколкото с военно-отбранителното дело, и да датира градежа към края на Бронзовата, началото на Халщатската епоха. Късният етнографски оброк (Свети Кръст) може би е една далечна реминисценция на прастарото езическо светилище, а топонимът Градище говори, че до неотдавна оградната стена е била сравнително добре запазена и е свързана от народната етимология със старото крепостно строителство.
Религията на най-раните обитатели на Пернишка област от праисторическите епохи (Неолит, Бронзова епоха, Желязна епоха) е все още недостатъчно добре проучена. Научните експедиции от 1970-те години проведени от проф. Димитрина Митова-Джонова откриват безценни артефакти и обекти от голямо значение за развитието на културата на първите обитатели на района. Най-ранните паметници, пряко свързани с религията и сакралните ритуали са скалните култови инсигнии при селата Берайнци, Долна Секирна, Долна Мелна, Гърло, Долни Романци и при град Брезник (местността Чуряк, Брезнишко бърдо).